# Sonate pour violon et piano no 5 de Beethoven
Pour les articles homonymes, voir Sonate pour violon et piano.
Le Printemps
La Sonate pour violon no 5 en fa majeur, opus 24, de Ludwig van Beethoven, est une sonate pour violon et piano en quatre mouvements qui fut composée entre 1800 et 1801 et publiée en 1802. Son surnom de sonate Le Printemps (en allemand Frühlings), s'il lui est resté attaché, n'est pas de son auteur.
Il s'agit de la plus populaire des sonates pour violon de Beethoven avec la Sonate à Kreutzer, et d'une de ses œuvres les plus poétiques. La dédicace alla au comte Moritz von Fries, mécène du compositeur auquel Beethoven dédia également, dix ans plus tard, sa Septième symphonie.
L'œuvre comporte quatre mouvements :
1. Allegro (en fa majeur, à )
2. Adagio molto espressivo (en si bémol majeur, à 
)
3. Scherzo. Allegro molto (en fa majeur, à 
)
4. Rondo. Allegro ma non troppo (en fa majeur, à )

Durée de l'interprétation : environ 25 minutes